# Himalopsyche japonica
Himalopsyche japonica är en nattsländeart som först beskrevs av Morton 1900.  Himalopsyche japonica ingår i släktet Himalopsyche och familjen rovnattsländor. Inga underarter finns listade i Catalogue of Life.